# 다보르 슈테파네크
다보르 슈테파네크(세르비아어: Давор Штефанек, Davor Štefanek, 1985년 9월 12일~)는 세르비아의 레슬링 선수이다. 2016년 하계 올림픽 남자 그레코로만형 라이트급에서 금메달을 획득했으며, 2014년 세계 선수권 대회 남자 그레코로만형 라이트급 종목 우승을 차지했다.